# André de Longjumeau

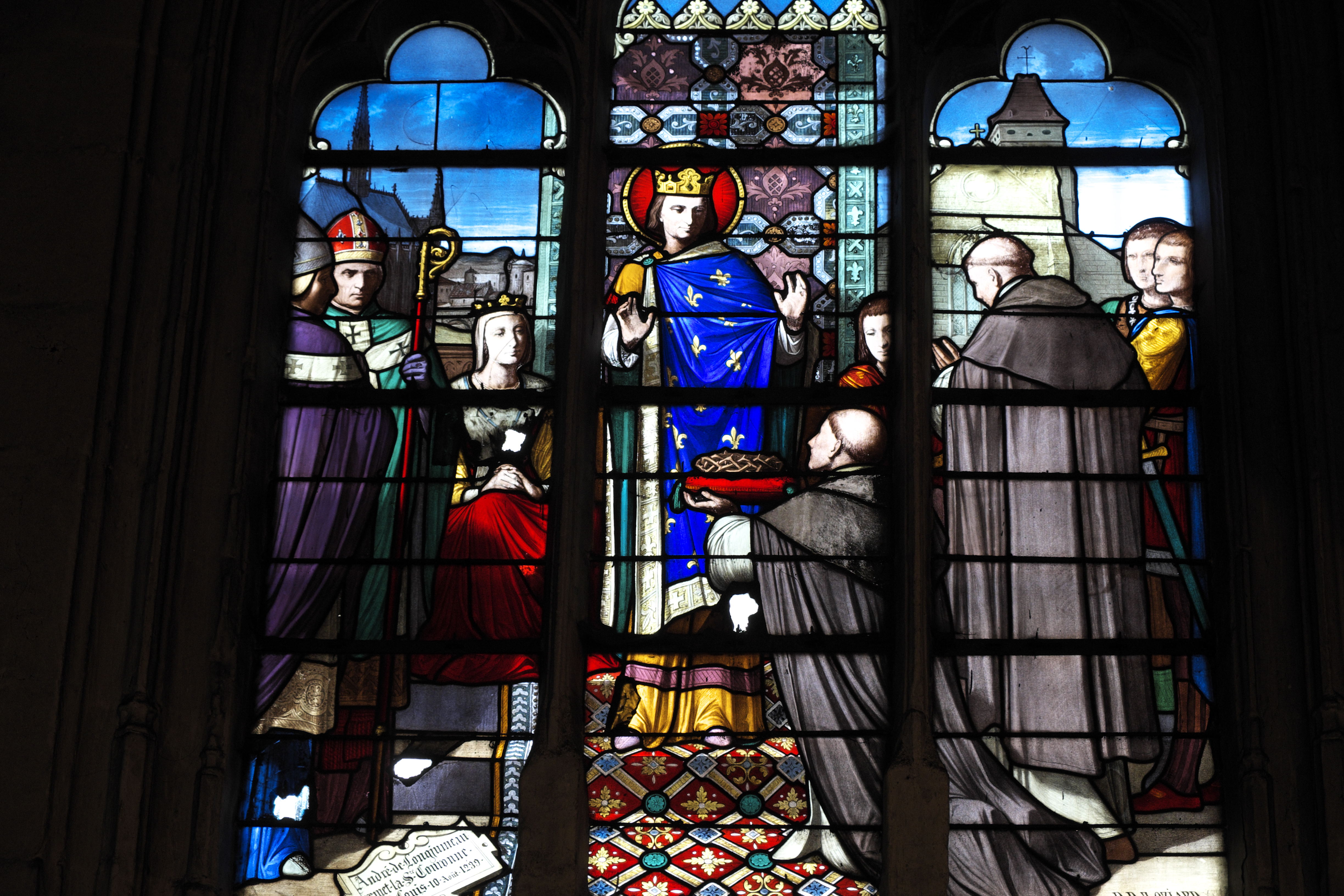
André de Longjumeau überreicht Ludwig dem Heiligen die Dornenkrone Christi, Bleiglasfenster in der Kirche Saint-Martin in Longjumeau

André de Longjumeau (deutsch Andreas von Longjumeau; † nach 1253) war ein Dominikaner und Mongoleireisender im 13. Jahrhundert.

## Leben
Longjumeau gehörte offenbar der Hofverwaltung König Ludwigs IX. von Frankreich an, für den er zusammen mit dem Mitbruder Jakob 1238 die Dornenkrone, die dem lateinischen Kaiser Balduin II. abgekauft worden war, aus Konstantinopel nach Frankreich transportierte.
Auf dem Konzil von Lyon wurde Longjumeau im Frühjahr 1245 von Papst Innozenz IV. mit der Leitung einer Gesandtschaftsreise nach Asien zum Herrschaftssitz des Großkhans der Mongolen betraut. Er reiste über Akkon, Antiochien und Aleppo nach Mesopotamien und stieß siebzehn Tagesreisen östlich von Ninive-Mossul, in der Nähe von Täbris, auf ein mongolisches Heer. Zwanzig Tage lang wurde er dort von nestorianischen Mönchen bewirtet. Longjumeau bewegte einen von ihnen, einen gewissen Simeon, einen Brief an den Papst zu schreiben, in dem sich Simeon „Rabban Ata“ (Mönchsvater) nannte und ein päpstliches Primat über die orientalische Kirche zuerkannte. Etwa eineinhalb Jahre blieb Longjumeau in Persien, wo er unter anderem die Landessprache lernte und kehrte erst im Frühjahr 1247 nach Lyon zurück.
Wegen seiner Kenntnisse der Landessitten des Orients wurde Longjumeau von Seiten König Ludwigs IX. gebeten, am sechsten Kreuzzug teilzunehmen. Während der Überwinterung des Kreuzzugsheeres auf Zypern auf das Jahr 1249 wurden im Dezember 1248 zwei Gesandte eines mongolischen Heerführers bei König Ludwig IX. vorstellig, die ihm ein wohlwollendes Entgegenkommen des Großkhans Güyük gegenüber dem Christentum suggerierten. Damit bestätigten sie einen nur wenige Monate zuvor eingetroffenen Brief des armenischen Adligen Sempad. Nun wurde von Longjumeau vom König mit einer Reise an den Hof des Großkhans betraut, mit dem Auftrag, die Bekehrung des Großkhans voranzutreiben und ein Bündnis zwischen Christen und Mongolen zum gemeinsamen Kampf gegen die Sarazenen auszuhandeln. Dazu wurde ihm ein Stück vom „wahren Kreuz“ und eine rote Zeltkapelle als Geschenk für den Großkhan mit auf die Reise gegeben.
In Begleitung zweier königlicher Offiziere, zweier Weltgeistlicher und zweier dominikanischer Mitbrüder reiste Longjumeau am 25. Dezember 1249 von Zypern ab. Erneut über Antiochia reiste er nach Persien, wo er auf den Feldherren Iltschikadai traf, den er bereits von seiner ersten Reise kannte. Von dessen Lager aus erstattete Longjumeau mittels eines nicht mehr erhaltenen Briefes einen ersten Bericht an König Ludwig. Nach einer weitgehend problemlosen Reise über den Talas nordöstlich von Taschkent, wo er unter anderem auf deutsche Gefangene der Mongolen traf, erreichte er schließlich das große Jurtenlager der Mongolen, die sich gerade am Alakol-See, an der Grenze des heutigen russisch-chinesischen Altai, versammelten. Dort konnte Longjumeau aber nur den Tod des Güyük vernehmen, der nun abgehaltene Kuriltai zur Wahl eines neuen Großkhans wurde von der Herrscherwitwe Ogul Qaimish beherrscht. Diese wollte von einem Bündnis zwischen Christen und Mongolen nichts wissen und trug stattdessen Longjumeau auf, König Ludwig IX. zur Unterwerfung und zu Tributzahlungen an die Mongolen aufzufordern. Für den Fall des Ungehorsams drohte die Regentin mit der Vernichtung der Herrschaft Ludwigs und seines Volkes.
Longjumeau erreichte im April 1251 den Hof König Ludwigs IX. in Cäsarea, der nach den Worten Joinvilles die gescheiterte Mission sehr bereut habe. Allerdings konnte Longjumeau dem König auch von der Wahl des Möngke zum neuen Großkhan berichten, der dem Christentum zugeneigt und mit dem Priesterkönig Johannes familiär verbunden sei. Auch berichtete er, dass die nomadische Gemeinschaft der Mongolen über achthundert Kapellen auf Rädern besitzen würde. König Ludwig IX. entsandte daher den Franziskaner Wilhelm von Rubruk zu einer neuerlichen Mission in die Weiten Asiens in der Hoffnung, doch noch ein Bündnis mit den Mongolen erreichen zu können. Wilhelm von Rubruk lernte André de Longjumeau kennen und profitierte von seinen Reiseerfahrungen für seine eigene Reise, wählte jedoch eine andere, etwas nördlichere Reiseroute.  
André de Longjumeau selbst starb wohl kurz nach 1253 in Palästina bei Missionstätigkeiten. König Ludwig IX. kehrte 1254 nach Frankreich zurück. Die Mission Rubruks wurde ebenso ein politischer wie auch religiöser Misserfolg. Rubruk allerdings konnte in seinem Bericht mit der im Abendland umgehenden Mär von einer dem Christentum tolerant aufgeschlossenen mongolischen Großmacht aufräumen.